# 九十九王子 (湯浅町)
本項目では、和歌山県有田郡湯浅町に所在する九十九王子（くじゅうくおうじ）について述べる。

## 九十九王子とは
九十九王子（くじゅうくおうじ）とは、熊野古道、特に紀伊路・中辺路沿いに在する神社のうち、主に12世紀から 13世紀にかけて、皇族・貴人の熊野詣に際して先達をつとめた熊野修験の手で急速に組織された一群の神社をいい、参詣者の守護が祈願された。
しかしながら、1221年（承久3年）の承久の乱以降、京からの熊野詣が下火になり、そのルートであった紀伊路が衰退するとともに、荒廃と退転がすすんだ。室町時代以降、熊野詣がかつてのような卓越した地位を失うにつれ、この傾向はいっそう進み、近世紀州藩の手による顕彰も行なわれたものの、勢いをとどめるまでには至らなかった。さらに、明治以降の神道の国家神道化とそれに伴う合祀、市街化による廃絶などにより、旧社地が失われたり、比定地が不明になったものも多い。
本記事では、これら九十九王子のうち、比定地が湯浅町にある王子を扱う。

## 湯浅町の九十九王子
湯浅町の九十九王子は2社。

### 逆川王子

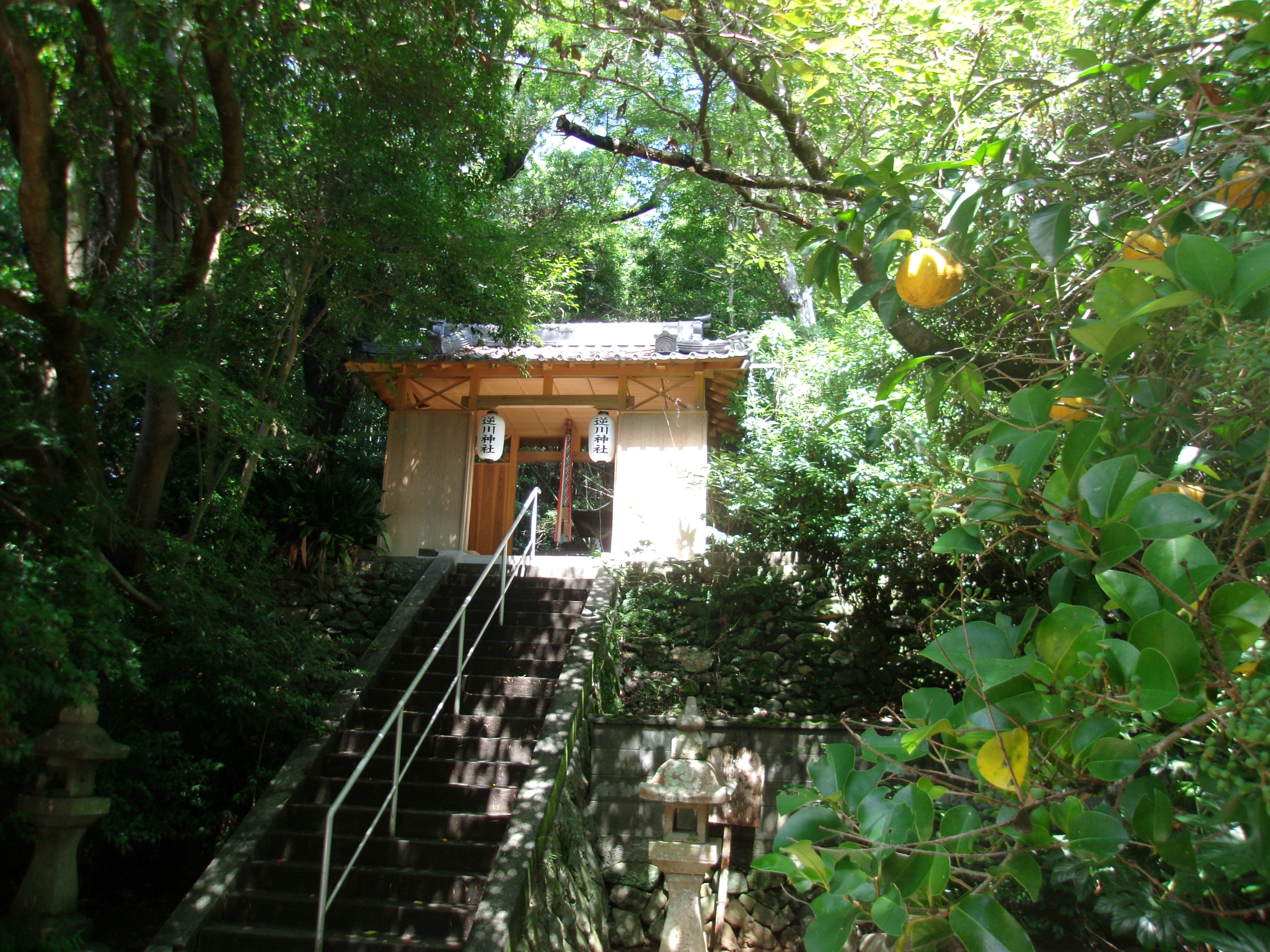
逆川王子跡（逆川神社）

糸我王子から糸我峠を越えて下り坂に入り、四辻を過ぎてしばらく進んだ辺りに逆川王子（さかさがわおうじ）の跡地がある。「熊野道之間愚記」（『明月記』所収）建仁元年（1201年）10月10日条に「逆河王子」とあり、『民経記』承元4年（1210年）4月26日条に「サカサマ王子」という王子の名だけでなく割書きに「水逆流有此有名云々」とある。これは、湯浅湾に流れ込む山田川の支流のひとつで王子の近くを流れる逆川のことで、郡内の他の川が西に向かって流れるのに、この川だけが東に向かって流れることから逆川の名が付き、後に周辺の地名ともなった。江戸時代には吉川村の氏神として崇敬され、境内に地蔵堂があったといい、また、『紀伊続風土記』はかつて免田5段があったが、浅野氏に没収されたと記している。1911年（明治44年）に国津神社に合祀されたが、氏子の寄付により 1937年（昭和12年）に社殿と石段を新たに建立し、再建された。県指定史跡（2009年〈平成21年〉3月17日指定）。
- 所在地 和歌山県有田郡湯浅町吉川925-2

### 久米崎王子

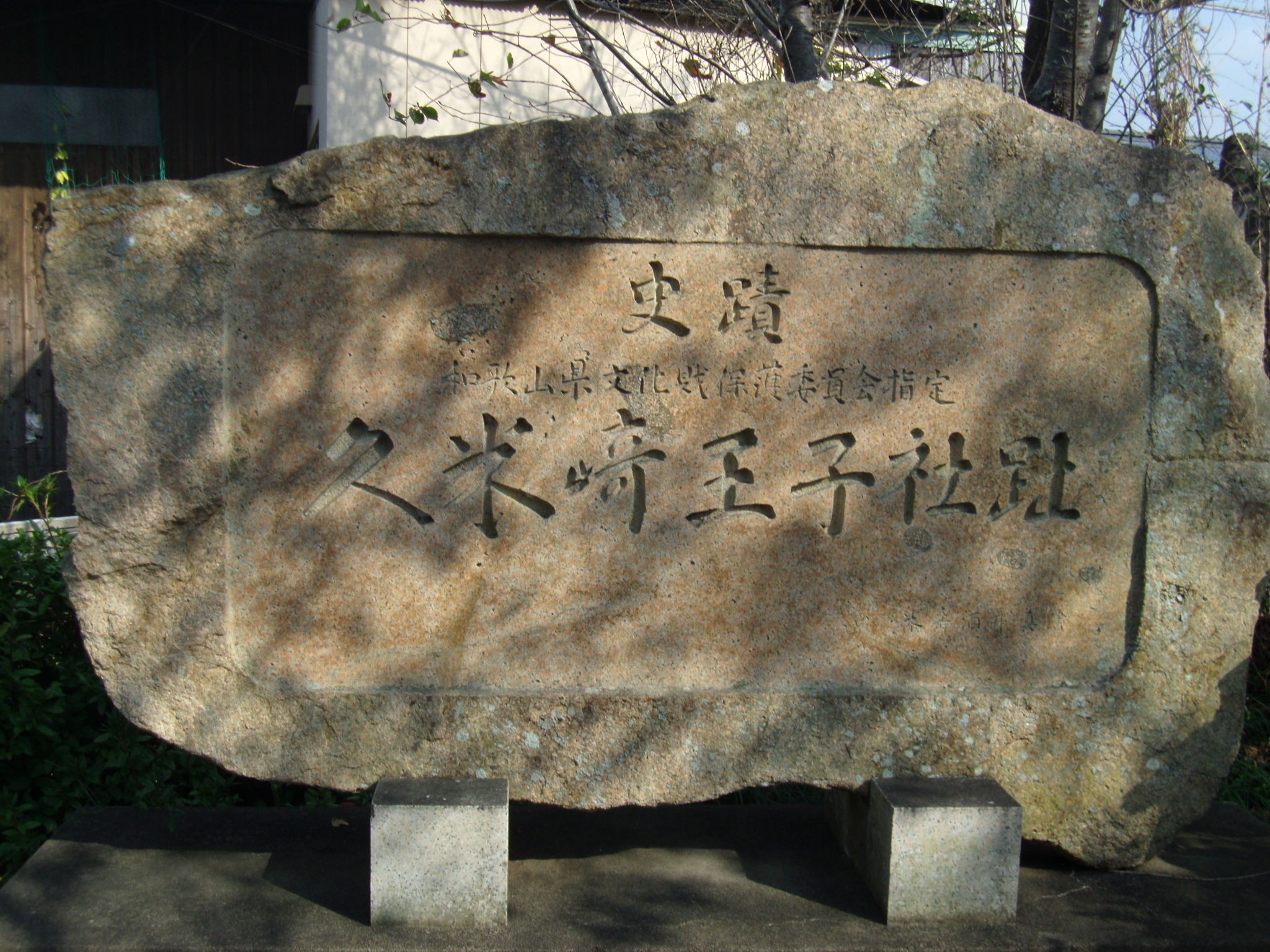
久米崎王子跡

逆川王子から南へ進んで湯浅市街地に入り、紀勢本線の線路を東に越えたところが久米崎王子（くめさきおうじ）の跡地である。「熊野道之間愚記」建仁元年（1201年）10月10日条に登場し、参詣道より離れた場所にあったため、路傍の木に向かって拝したと記され、『民経記』承元4年（1210 年）4月26日条にも「久米崎」なる王子があったと見える。しかし、その後荒廃したものと見られ、嘉禎2年（1236年）7月24日付で鎌倉幕府は湯浅太郎に修復の命令を出しており、そのなかで「紀伊国湯浅庄久米崎王子社、破壊跡無云々」と述べられている（『関東御教書』）ほか、近世になってからも紀州藩主徳川頼宣も跡地に小社を造営して復興につとめた（『紀伊国続風土記』）。1907年（明治40年）、近隣の顕国神社に合祀された。県指定史跡（1959年〈昭和34年〉1月8日指定）。
- 所在地 和歌山県有田郡湯浅町別所322

## 注
1. 1 2  平凡社地方資料センター 1997, p. 417.
2. 1 2  長谷川 2007, p. 80.
3. 1 2  和歌山県教育委員会. “県指定文化財・記念物”. 2009年4月5日閲覧。
4. ↑  「角川日本地名大辞典」編纂委員会 1985, p. 399.
5. ↑  平凡社地方資料センター 1997, p. 260.

## 文献
- 「角川日本地名大辞典」編纂委員会 編『角川日本地名大辞典』 30（和歌山県）、角川書店、1985年7月。ISBN 4-04-001300-X。
- 西律『熊野古道みちしるべ 熊野九十九王子現状踏査録』荒尾成文堂〈みなもと選書1〉、1987年2月。 NCID BA37119536。
- 長谷川靖高『熊野王子巡拝ガイドブック』新風書房、2007年4月。ISBN 978-4-88269-629-2。
- 平凡社地方資料センター 編『大和・紀伊寺院神社大事典』平凡社、1997年4月。ISBN 4-582-13402-5。